# Coronide (menade)
Nella mitologia greca, Coronide era una menade della Tessaglia che durante una baccanale venne stuprata e rapita dal pirata Bute, figlio di Borea. Dioniso la liberò facendo impazzire Bute, che finì per uccidersi.